# Lou R. Lowery

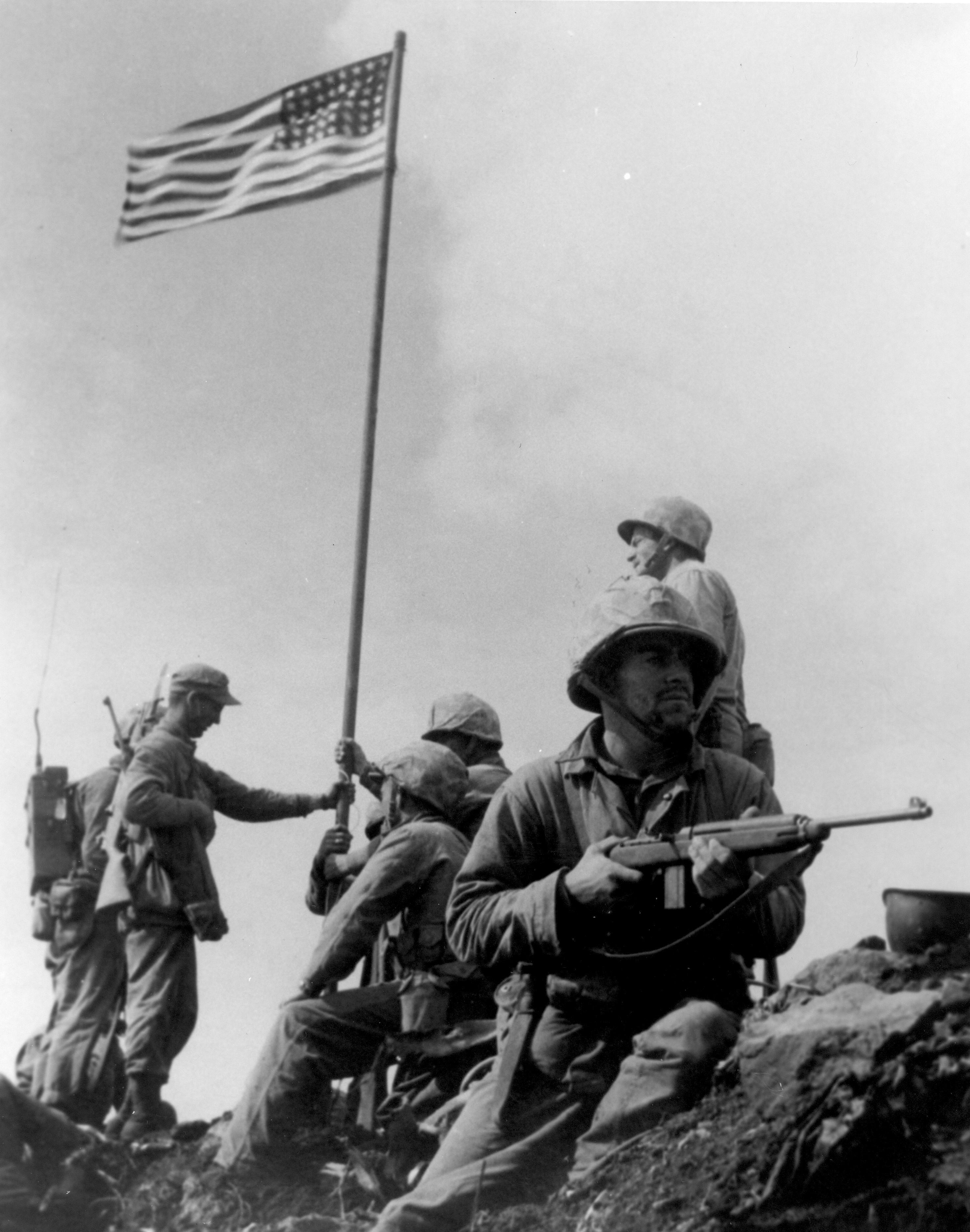
Foto Lowerys vom Hissen der Flagge

Louis „Lou“ Robert Lowery (* 24. Juli 1916 in Pittsburgh, Vereinigte Staaten; † 15. April 1987 in Fairfax, Vereinigte Staaten) war ein US-amerikanischer Soldat des US Marine Corps und Kriegsfotograf im Zweiten Weltkrieg.

## Leben
Lowery fotografierte während des Krieges die Einsätze von Marines im Pazifik und publizierte diese Bilder später in Zeitschriften wie dem Leatherneck Magazine. Er nahm an der Schlacht um Saipan, der Schlacht um Tinian, der Schlacht um Guam und der Schlacht um Peleliu teil, ehe er im Februar 1945 als Staff Sergeant an der Schlacht um Iwojima teilnahm. Am 23. Februar fotografierte er eine Gruppe von Marines der 5th Marine Division, die eine amerikanische Flagge auf dem Vulkan Suribachi hissten. Allerdings wurde diese Flagge wenig später durch eine neue Flagge ersetzt. Dieses zweite Hissen wurde vom Fotografen Joe Rosenthal fotografiert und wurde unter dem Titel Raising the Flag on Iwo Jima weltberühmt. Lowerys Aufnahmen erhielten diese Popularität nicht. Er nahm danach noch an der Schlacht um Okinawa teil und war später Mitbegründer und Präsident der Marine Corps Combat Correspondents Association und Chef der Fotoabteilung des Leatherneck Magazine. Das Magazin widmete ihm den Louis R. Lowery Award. Zuletzt hatte er den Rang eines Captains inne.
Er starb 1987 und hinterließ eine Ehefrau und zwei Kinder. Er wurde auf dem Quantico National Cemetery beerdigt. Seine Rolle beim Hissen der Flagge auf Iwojima wird im Film Flags of Our Fathers gezeigt.

## Auszeichnungen
- National Defense Service Medal
- Presidential Unit Citation
- Purple Heart
- Combat Action Ribbon
- American Campaign Medal
- Asiatic-Pacific Campaign Medal
- World War II Victory Medal